# Amblyomma calcaratum
Amblyomma calcaratum är en fästingart som beskrevs av Neumann 1899. Amblyomma calcaratum ingår i släktet Amblyomma och familjen hårda fästingar. Inga underarter finns listade i Catalogue of Life.